# Metaplazie
Metaplazie je popisný pojem charakterizující patologickou změnu tkáně. Při metaplazii dochází k přeměně jednoho plně diferencovaného buněčného typu v typ jiný, taktéž plně diferencovaný. Častou příčinou metaplazie epitelu je změněné nebo patologické okolí, kterému se epitel přizpůsobuje. Příkladem je přeměna cylindrického epitelu dýchacích cest na epitel vrstevný dlaždicový. Normální epitel dýchacích cest je cylindrický s řasinkami.

## Příklady
- přeměna cylindrického epitelu dýchacích cest v epitel dlaždicový v důsledku dlouhodobého dráždění dýchacích cest kouřem
- přeměna dlaždicového epitelu jícnu v epitel cylindrický v důsledku gastroezofageálního refluxu, tzv. Barrettův jícen
- přeměha cylindrického epitelu kanátu krčku děložního při jeho vyklenutí do pochvy, tzv. extrofie děložního čípku